# Petar Jelić
Petar Jelić (* 18. Oktober 1986 in Modriča) ist ein bosnisch-herzegowinischer Fußballspieler.
In der Saison 2005/06 spielte Jelić für den bosnischen Erstligisten FK Modriča Maxima und wurde mit 19 Treffern Torschützenkönig.
Am 26. Mai 2006 feierte er mit 20 Jahren sein Debüt in der Nationalmannschaft Bosnien-Herzegowinas in einem Freundschaftsspiel gegen Südkorea. Zuvor war er bereits Stammspieler und Kapitän in der U21-Auswahl seines Landes gewesen.
2006 wurde er vom Bundesligisten 1. FC Nürnberg bis 2009 verpflichtet, für die Saison 2006/07 aber erst einmal an den FC Carl Zeiss Jena ausgeliehen, konnte sich dort aber nicht durchsetzen und kehrte nach der Hinrunde zum 1. FC Nürnberg zurück. Ohne Ligaeinsatz für den „Club“ wechselte er im August 2007 zum serbischen Erstligisten OFK Belgrad.
Sein Vater Milan Jelić war von 2006 bis 2007 Präsident der Entität Republika Srpska von Bosnien-Herzegowina.

## Statistik
Stationen
- FK Modriča Maksima (bis 2006)
- 1. FC Nürnberg (2006/07)
- FC Carl Zeiss Jena (2006, ausgeliehen)
- OFK Belgrad (seit 2007)

Einsätze (Stand 19. Mai 2007)
- Premijer Liga (Bosnien-Herzegowina)

| Einsätze | Tore | Saison    | Verein     |
| -------- | ---- | --------- | ---------- |
| 30       | 19   | 2005/2006 | FK Modriča |

- 2 Einsätze für die bosnisch-herzegowinische Fußballnationalmannschaft

Titel / Erfolge
- Torschützenkönig 2005/06 in der bosnisch-herzegowinischen Premijer Liga

| Personendaten    | Personendaten                            |
| ---------------- | ---------------------------------------- |
| NAME             | Jelić, Petar                             |
| KURZBESCHREIBUNG | bosnisch-herzegowinischer Fußballspieler |
| GEBURTSDATUM     | 18. Oktober 1986                         |
| GEBURTSORT       | Modriča                                  |